# Molokai Szent Damján

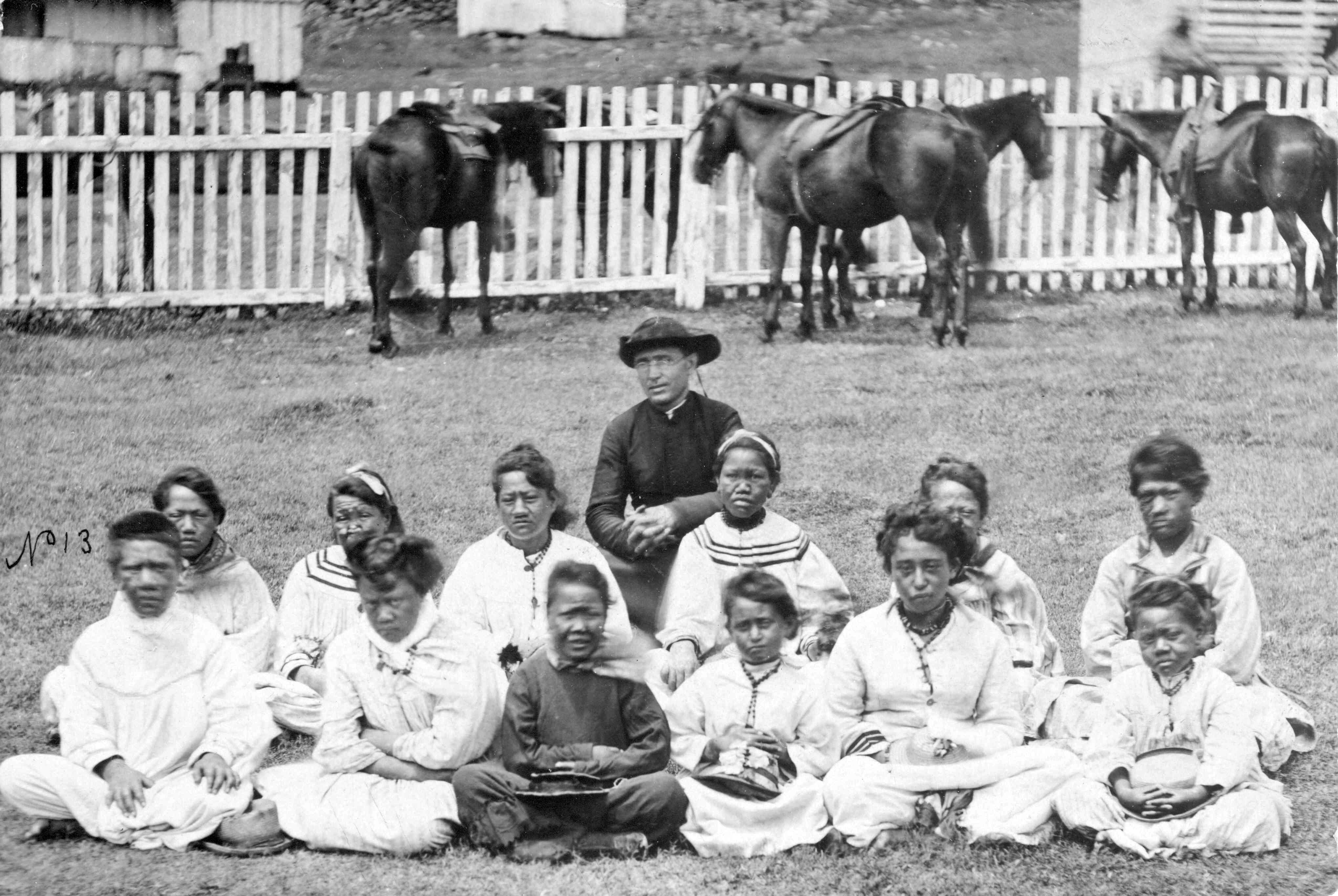
Damján atya egy molokai gyermekkórussal 1878

Jozef De Veuster (Damien De Veuster), katolikus nevén Molokai Szent Damján illetve Damján atya (Tremelo, 1840. január 3. – Molokai, Hawaii Királyság, 1889. április 15.) belga születésű amerikai katolikus misszionárius és szerzetespap, aki 1873-tól 1889-ben bekövetkezett haláláig egy leprakolónián szolgált Molokaiban. Innen kapta a nevét. 
A katolikus egyház 2009-ben szentté avatta. A katolikusok számára a leprások védőszentje.

## Előélete
Josef de Veuster 1840-ben, flamand családban született, s testvéréhez és két nővéréhez hasonlóan szerzetes lett, belépett a Picpus-misszionáriusok közé.  Ez a kongregáció távoli tájakon, sokszor gyarmati területeken végzett  missziós  munkát. Bár pap szeretett volna lenni, de az elöljárója, mivel már korosabb volt és nem rendelkezett elegendő képzettséggel, mint az átlagos jelentkezők, először csak a laikus testvérek közé vette fel. Damján testvér titokban azt remélte, hogy pap lehet majd. Mindenben megtette kötelességét, és minden szabad idejét arra használta, hogy latinul tanuljon. Csakhamar olyan alapos tudást szerzett, hogy segíteni tudott a fiatalabb tanulóknak feladataik megoldásában. Ez az elöljáró fülébe jutott, s Damján elérte, amit remélt: teológiát tanulhatott. Az a kívánsága is, hogy a misszióba küldjék, gyorsabban teljesült, mint ahogy remélni merte. Louis-Désiré Maigret püspök, a Sandwich-szigetek apostoli vikáriusa segítséget kért. A kiválasztottak közt volt Damján testvére, Ágost is (szerzetesi nevén: Pamphilius), de tífuszban megbetegedett, nem tudott elutazni. Kérte, hogy testvére helyett elmehessen a misszióba. Bár nem volt még pap, felettesei hozzájárultak, és 1863-ban mindenszentek ünnepén Brémából elindult hosszú útjára.

## A leprások misszionáriusa
1864-ben érkezett meg Honolulu kikötőjébe. Ekkor részesült a papság szentségében. A szigetvilág több templomában szolgált. Feltehetően a matrózok, a kereskedők által behurcolt, a szigeten kezelhetetlen kórok miatt a bennszülött lakosságot több járványos betegség támadta meg, és szedte áldozatait. A megrettent V. Kamehamea király a Hansen-kórban, más néven leprában szenvedőket Molokai szigetén fekvő Kalaupapa nevű helységbe telepítette ki.
A karanténba zárt betegeket élelemmel ugyan ellátták, de orvosi kezelésben nem részesültek. A hatóságok elvárták, hogy ellássák magukat, a földeken dolgozzanak. A katolikus vezetés tudta, hogy a betegeknek lelki támogatásra van szüksége, de azt is tudta, hogy az ottani pasztorálás egyenlő a halálos ítélettel. Damján kikönyörögte, hogy őt küldjék a leprások közé. Megérkezésével megváltozott a közösség élete, az elesettek megértést, szeretetet kaptak, célt találtak házaik javításában, a szervezett munkában, iskoláik működtetésében. Damján pedig mosta, bekötözte sebeiket, ásta sírjaikat.

## Betegsége és halála

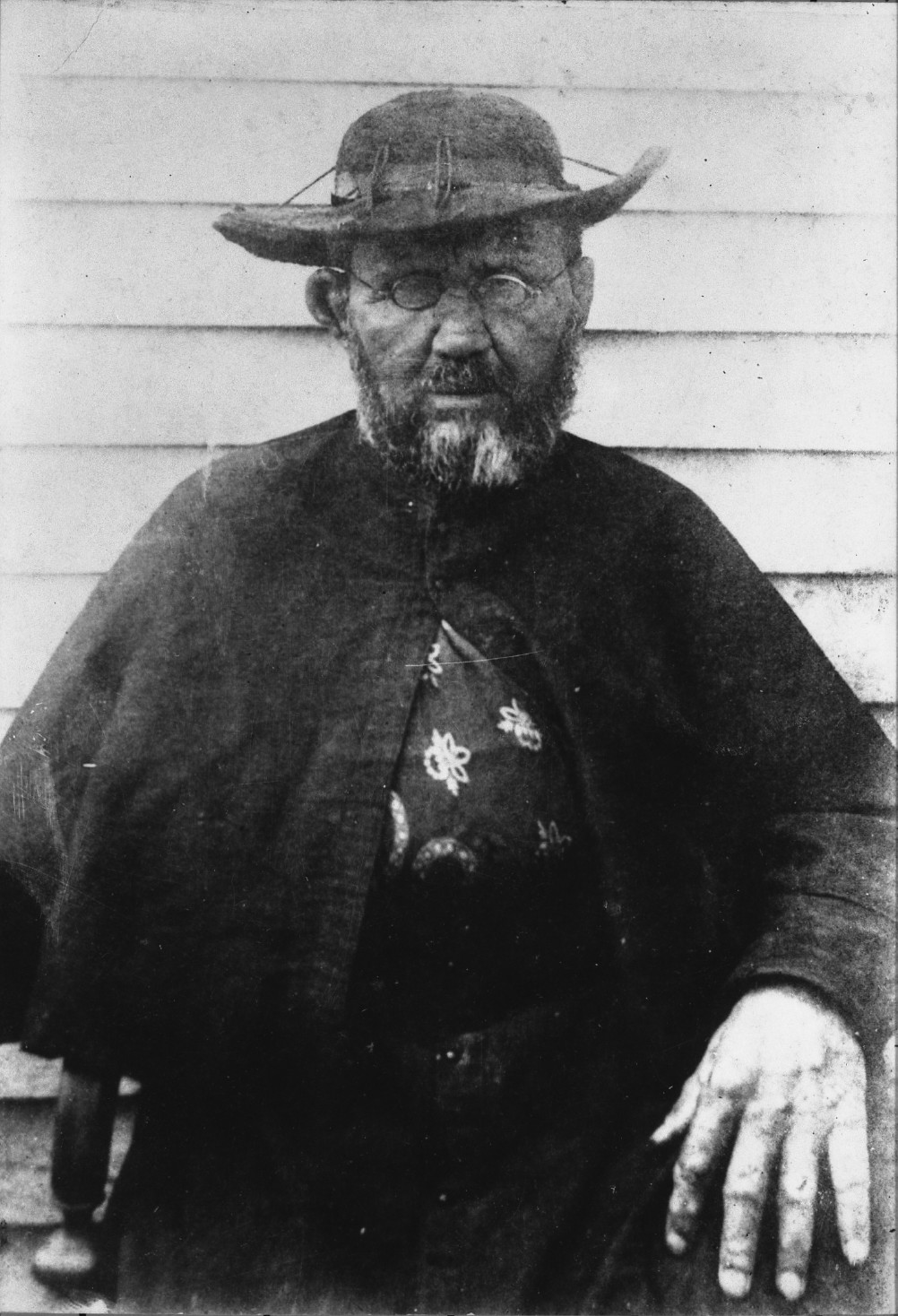
Molokai Szent Damján nem sokkal halála előtt

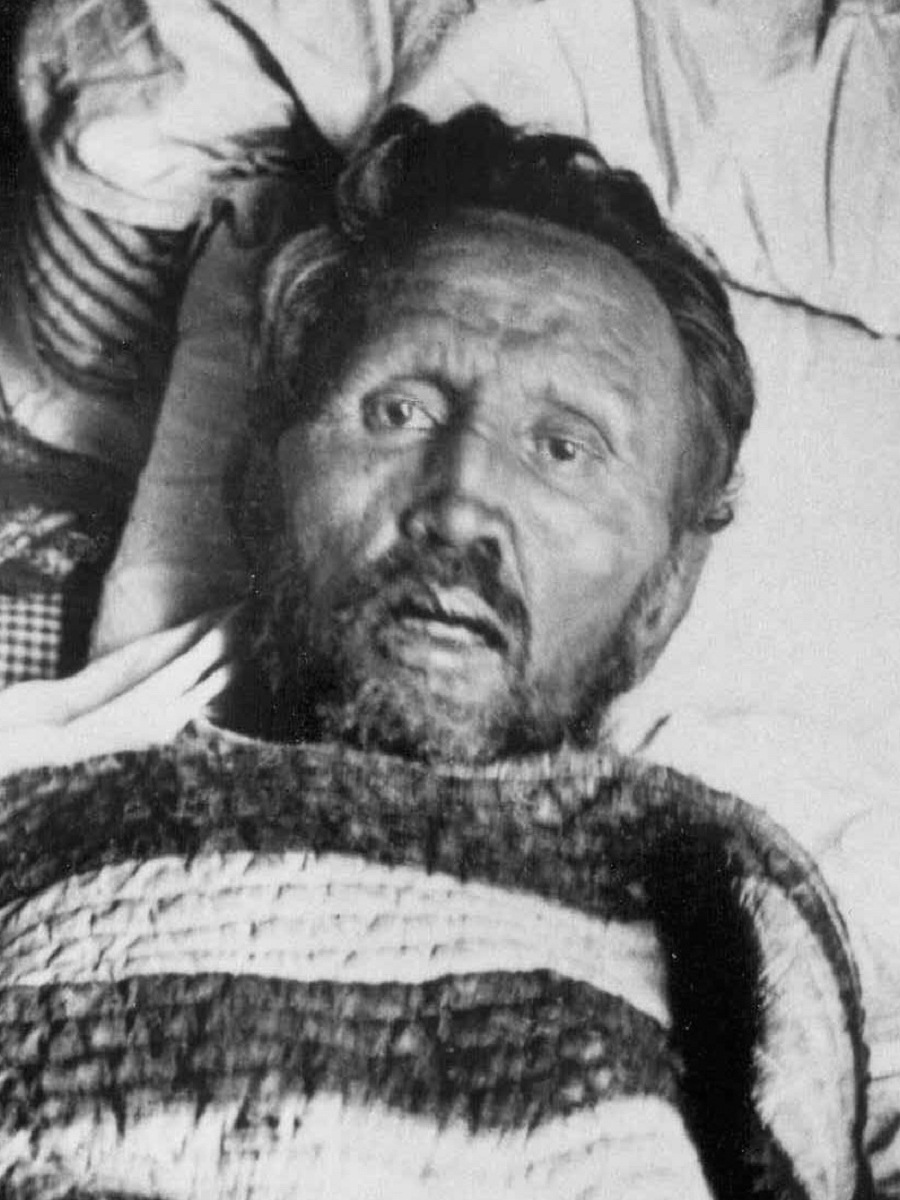
Halálos ágyán

1884 decemberében megbizonyosodott arról, hogy ő is leprás lett. A szigeten tett körútja után erős rosszullét fogta el. Forró lábfürdőben akart enyhülést találni. Anélkül, hogy odafigyelt volna rá, dagadt lábát belemártotta a forró vízbe. Csak amikor a kezét leforrázta, vette észre, hogy lába érzéketlen maradt, ami a lepra egyik legbiztosabb jele. A bizonyosság olyannyira hatott rá, hogy reszketett, mintha heves láz emésztené. Újra és újra rátört a rettegés. Jó időbe telt, amíg legyőzte magát, és testvérének, Pamphiliusnak meg tudta írni ezt a levelet: ,,Tudod, hogy a Megváltó kiválasztott engem, amikor megengedte, hogy elérjen a lepra. Örökké hálás leszek Istennek ezért a kegyért. A betegség az életutamat... gyorsabban a mennyei hazába irányítja. Ebben a reményben veszem magamra keresztemet. Kérlek, segíts imádságoddal, hogy legyen erőm kitartani és felérkezzem a Kálvária-hegy csúcsára.''
1889. április 15-én éjjel halt meg. A leprások egy magas fa alá temették, amely alatt Damján első éjszakáját töltötte Molokain. Sírkövén ez áll: ,,Áhítatos megemlékezésül a tiszteletre méltó Damján De Veuster atyának, aki a felebaráti szeretet vértanújaként halt meg.'' 1936-ban szülőhazája, Belgium hazavitette Damján atya holttestét, és a katolikus egyetemi városban, Leuvenben temette el.

## Tisztelete
1995-ben II. János Pál pápa boldoggá avatta, szent jobbját visszavitték a Hawaii szigetekre, ahol egy molokai templomban róhatják le tiszteletüket a zarándokok. 
2009-ben XVI. Benedek pápa szentté avatta.